# شورلت کوروت سی۸
شورولت کوروت سی۸ (به انگلیسی: Chevrolet Corvette C8) هشتمین نسل از خودروی اسپورت شورلت کوروت است. پس از آزمایش‌های فراوان در شرکت شورولت برای ساخت یک خودروی موتور وسط، این اولین مدل از کوروِت است که با آرایهٔ موتور وسط ساخته شده‌است. از این خودرو دو مدل کروکی و مسابقه‌ای نیز ساخته خواهد شد. این خودرو دارای یک موتور هشت سیلندر با گنجایش ۶٫۲ لیتر است و قدرتی برابر با ۴۹۰ اسب بخار در ۶۴۵۰ دور بر دقیقه دارد و گشتاور آن نیز ۶۳۰ نیوتون متر در ۵۱۵۰ دور بر دقیقه است. شتاب صفر تا صد این خودرو ۲٫۸ ثانیه می‌باشد.